# Rhytidoponera punctiventris
Rhytidoponera punctiventris é uma espécie de formiga do gênero Rhytidoponera.